# Clara Ward (chanteuse)
Pour les articles homonymes, voir Clara Ward.
Clara Mae Ward (née le 21 avril 1924 à Philadelphie et morte le 16 janvier 1973 à Los Angeles) est une chanteuse américaine de gospel.
Elle a connu un grand succès artistique et commercial dans les années 1940 et 1950, en tant que leader de The Famous Ward Singers, puis par la suite de The Clara Ward Singers dans les 1960.
Elle est une influence musicale de la chanteuse Aretha Franklin.
Intronisée à titre posthume dans le Songwriters Hall of Fame, l'United States Postal Service (USPS) a émis un timbre à son image en juillet 1998.

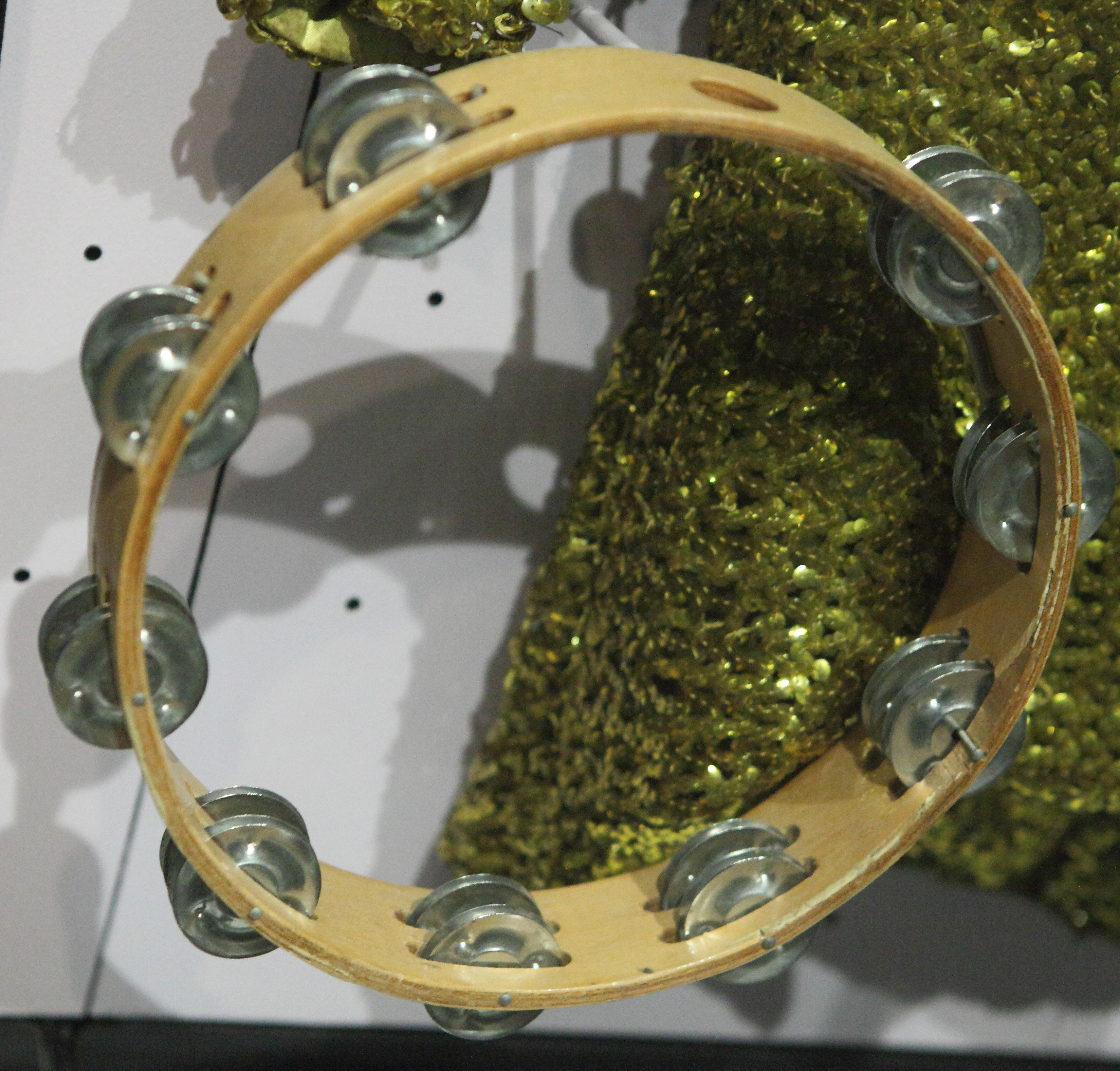
Tambourin utilisé par Clara Ward des Ward Singers au Rock and Roll Hall of Fame.